# O senhor Korbes
O senhor Korbes (em alemão: Herr Korbes) é um conto curto e violento com animais, compilado pelos Irmãos Grimm. É o conto número 41 (KHM 41).  Enquadra-se no Tipo 210 do Sistema Aarne-Thompson-Uther (ATU) de classificação de contos folclóricos, sobre animais viajantes e o homem mau. Outro conto deste tipo é O bando de maltrapilhos.

## História
Um galo e uma galinha viajam até a casa do Senhor Korbes  numa carruagem puxada por camundongos. No percurso, juntam-se ao grupo um gato, uma pedra de moinho, um ovo, um pato, um alfinete e uma agulha. O Senhor Korbes não está em casa. Eles entram e quando o Senhor Korbes retorna, atacam-no e matam-no. Na terceira edição, os Irmãos Grimm acrescentaram a frase no final de que o "Senhor Korbes deve ter sido um homem muito perverso!" A cena em que os animais atacam o Sr. Korbes lembra uma cena semelhante em Os músicos de Bremen.